# Polove, Perevalsk
Polove (în ucraineană Польове) este un sat în comuna Veselohorivka din raionul Perevalsk, regiunea Luhansk, Ucraina.

## Demografie
Componența lingvistică a localității Polove
     Rusă (81,82%)
     Ucraineană (18,18%)
Conform recensământului din 2001, majoritatea populației localității Polove era vorbitoare de rusă (81,82%), existând în minoritate și vorbitori de ucraineană (18,18%).